# AZ Alkmaar
Alkmaar Zaanstreek (częściej nazywany AZ Alkmaar, oficjalny skrót AZ)  – holenderski klub piłkarski z siedzibą w Alkmaarze. Został założony 10 maja 1967. Mecze domowe rozgrywa na AFAS Stadion.

## Sukcesy
- Mistrzostwo Holandii: (2) 1981, 2009
- Wicemistrzostwo Holandii:  1980, 2006
- Superpuchar Holandii: 2009
- Puchar Holandii: (4) 1978, 1981, 1982, 2013
- Finał Pucharu Holandii: (2) 2007, 2017
- Finał Pucharu UEFA: (1) 1981
- Półfinał Pucharu UEFA: (1) 2005

## Trenerzy

### Alkmaar '54
| - Gerrit van Wijhe (1954-1956) - Kick Smit (1956-1958) - Ludwig Veg (1958-1960) - Piet de Wolff (1960-1961) - Bonnie Bult (1961-1962) - Arie Rentenaar (1962-1963) - Ludwig Veg (1963-1965) - Barry Hughes (1965-1967) |

### AZ '67
| - Lesley Talbot (1967-1968) - Wim Blokland (1968-1969) - Robert Heinz (1969-1971) - Cor van der Hart (1971-1973) - Joop Brand (1973-1976) - Hans Kraay sr. (1976-1977) - Jan Notermans (1977) - Cor van der Hart (1977-1978) - Georg Kessler (1978-1982) - Hans Eijkenbroek (1982-1983) - Piet de Visser (1983-1985) - Han Berger (1985-1986) |

### AZ
| - Hans Eijkenbroek (1986-1989) - Hans van Doorneveld (1989-1990) - Henk Wullems (1990-1993) - Piet Schrijvers (1993-1995) - Theo Vonk (1995-1997) - Hans de Koning (1997) - Willem van Hanegem (1997-1999) - Gerard van der Lem (1999-2000) - Henk van Stee (2000-2002) - Co Adriaanse (2002-2005) - Louis van Gaal (2005-2009) - Ronald Koeman (2009) - Dick Advocaat (2009-2010) - Gertjan Verbeek (2010-2013) - Martin Haar (2013) - Dick Advocaat (2013-2014) - Marco van Basten (2014) - John van den Brom (2014-2019) - Arne Slot (2019–2020) - Pascal Jansen (2020–) |